# 大苞鞘石斛
大苞鞘石斛（学名：Dendrobium wardianum）为兰科石斛属下的一个种。

## 分布
大苞鞘石斛分布于中国云南、缅甸、孟加拉国、越南和泰国。

## 扩展阅读
- 維基物種上的相關：大苞鞘石斛